# Seul avec vous
Seul... avec vous is het tweede album (het eerste live album) van Garou, uitgebracht op 6 november 2001. Het album werd opgenomen tijdens zijn Europese tour dat jaar. Naast nummers van de cd Seul, staan ook enkele covers op het album, zoals La Bohème van Charles Aznavour.
In Frankrijk en België behaalde het album platina, in Canada en Zwitserland goud.
Het nummer Belle werd door Luc Plamondon en Riccardo Cocciante geschreven voor de musical Notre-Dame de Paris, waarin Garou de rol van Quasimodo speelde. Voor de promotie van de musical werd het nummer op single uitgebracht. Garou zong het nummer daarop met Patrick Fiori en Daniel Lavoie. Belle stond in 1998 in België 6 weken op nummer 1 in de Ultratop 40, in totaal stond het 44 weken in deze lijst.

## Nummers
1. "Je n'attandais que vous" (5:32)
2. "Gitan" (4:54)
3. "Que l'amour est violent" (6:08)
4. "La Bohème" (4:42)
5. "Au plaisir de ton corps" (4:34)
6. "Ce soir on danse à Naziland" (3:53)
7. "Demande au soleil" (5:33)
8. "Belle" (4:55)
9. "Au bout de mes rêves" (4:03)
10. "You can leave your hat on" (4:08)
11. "Medley R & B"
12. "Dieu que le monde est injuste" (3:50)
13. "Seul" (5:47)
14. "Le monde est stone" (4:01)